# Havasupai
Havasupai är en urfolkstam som bor i Grand Canyon. Idag[när?] har stammen ungefär 600 medlemmar.
I samband med att Grand Canyon blev nationalpark 1919 berövades de en stor del av sitt landområde, och återfick det först 1975.